# Deelrij
In de wiskunde is een deelrij een rij, die kan worden afgeleid uit een andere rij door een aantal elementen uit de rij te verwijderen zonder de volgorde van de overblijvende elementen te veranderen. ABD is bijvoorbeeld een deelrij van ABCDEF.
Veronderstel dat {\displaystyle X} een verzameling is en dat {\displaystyle (a_{k})_{k\in K}} een rij in {\displaystyle X} is, met {\displaystyle K=\{1,2,\ldots ,n\}} als {\displaystyle (a_{k})} een eindige rij is en {\displaystyle K=\mathbb {N} } als {\displaystyle (a_{k})} een oneindige rij is.
Dan is een deelrij van {\displaystyle (a_{k})} een rij van de vorm {\displaystyle (a_{n_{r}})}, waarin {\displaystyle (n_{r})} een strikt stijgende rij in de indexverzameling {\displaystyle K} is.

## Voorbeeld
De rij
{\displaystyle (B,C,D,G)}
is een deelrij van
{\displaystyle (A,C,B,D,E,G,C,E,D,B,G)}
met corresponderende indexrij (3,7,9,11).
Van twee rijen {\displaystyle X} en {\displaystyle Y} zegt men dat een rij {\displaystyle G} een gemeenschappelijke deelrij is, als {\displaystyle G} een deelrij is van zowel {\displaystyle X} als van {\displaystyle Y}.

## Eigenschap
Als een oneindige rij, met eerste element, in een topologische ruimte een limiet heeft, dan heeft elke oneindige deelrij dezelfde limiet.

## Websites
- (en)  ProofWiki. Definition:Subsequence.